# Sartė
Sartė je řeka na západě Litvy, v okresech Tauragė a Pagėgiai levý přítok řeky Kamona.

## Průběh toku
Teče západním směrem, protéká při jižním okraji obce Sartininkai. Na východ od vsi Pėteraičiai se vlévá do řeky Kamona 15,7 km od jejího ústí do řeky Vilka. Podle údajů z roku 2006 je to nejvíce znečištěná řeka v Litvě.